# Carmen (Agusan del Norte)
Carmen ist eine Stadtgemeinde in der Provinz Agusan del Norte auf der Insel Mindanao im Süden der Philippinen. 

## Geschichte
Carmen wurde am 1. Juli 1949 durch Verabschiedung des Republic Act Number 380 selbstständige Stadtgemeinde. Von den zur Ethnie der Manobos gehörenden Ureinwohnern wurde der Ort Kabayawa genannt. 

## Barangays
Carmen ist politisch in acht Barangays unterteilt.
- Cahayagan
- Gosoon
- Manoligao
- Poblacion (Carmen)
- Rojales
- San Agustin
- Tagcatong
- Vinapor